# تمام ترس‌های ما
تمام ترس‌های ما (لهستانی: Wszystkie nasze strachy) یک فیلم زندگی‌نامه‌ای لهستانی است که در سال ۲۰۲۱ منتشر شد.

## گزیدهٔ بازیگران
- داوید اوگروتنیک
- آندژی خیرا
- یاتسک پونیه‌جاویک
- یوویتا بودنیک
- پیوتر ترویان
- کارولینا بروخنیتسکا